# Bodó Sándor (politikus)
Bodó Sándor (Püspökladány, 1963. november 25. –) tanár, politikus. 2011 és 2014 között a Hajdú-Bihar Megyei Közgyűlés elnöke, 2011-től fideszes országgyűlési képviselő, 2018-tól a Pénzügyminisztérium foglalkoztatáspolitikáért és vállalati kapcsolatokért felelős államtitkára.

## Életrajza
1963-ban született Püspökladányban. Eredeti végzettsége tanító, de a Magyar Testnevelési Egyetemen és a Budapesti Műszaki Egyetemen is szerzett diplomát.
Húsz éven át tanított, majd 2006-tól 2011-ig Sárrétudvari polgármestere volt. 2011-től a Hajdú-Bihar Megyei Közgyűlés elnöke. 2011-ben, Arnóth Sándor halálát követően időközi országgyűlési választáson országgyűlési képviselővé választották. A 2014-es országgyűlési választáson az átalakított, Püspökladány központú Hajdú-Bihar megyei 5. sz. országgyűlési egyéni választókerület képviselőjévé választották. Mivel az országgyűlési mandátum összeférhetetlenné vált a közgyűlési elnöki pozícióval, az önkormányzati választáson nem indult.
Nős, két gyermek édesapja.